# Leigh Howard
Leigh Howard (Geelong, 18 de octubre de 1989) es un deportista australiano que compitió en ciclismo en las modalidades de pista, especialista en las pruebas de persecución por equipos, ómnium y madison, y ruta, perteneciendo al equipo Orica-GreenEDGE entre los años 2012 y 2015.
Participó en los Juegos Olímpicos de Tokio 2020, obteniendo una medalla de bronce en la prueba de persecución por equipos (junto con Kelland O'Brien, Sam Welsford y Lucas Plapp).
Ganó nueve medallas en el Campeonato Mundial de Ciclismo en Pista entre los años 2008 y 2019.
En diciembre de 2021 puso fin a su carrera deportiva.

## Medallero internacional
| Juegos Olímpicos   | Juegos Olímpicos         | Juegos Olímpicos  | Juegos Olímpicos        |
| Año                | Lugar                    | Medalla           | Competición             |
| ------------------ | ------------------------ | ----------------- | ----------------------- |
| 2020               | Tokio (Japón)            | Medalla de bronce | Persecución por equipos |
| Campeonato Mundial |                          |                   |                         |
| Año                | Lugar                    | Medalla           | Competición             |
| 2008               | Mánchester (Reino Unido) | Medalla de plata  | Ómnium                  |
| 2009               | Pruszków (Polonia)       | Medalla de oro    | Ómnium                  |
| 2009               | Pruszków (Polonia)       | Medalla de plata  | Persecución por equipos |
| 2009               | Pruszków (Polonia)       | Medalla de plata  | Madison                 |
| 2010               | Ballerup (Dinamarca)     | Medalla de oro    | Madison                 |
| 2010               | Ballerup (Dinamarca)     | Medalla de plata  | Ómnium                  |
| 2011               | Apeldoorn (Países Bajos) | Medalla de oro    | Madison                 |
| 2012               | Melbourne (Australia)    | Medalla de bronce | Madison                 |
| 2019               | Pruszków (Polonia)       | Medalla de oro    | Persecución por equipos |

## Palmarés en ruta
2008
- 1 etapa del Tour de Berlín
- Coppa Colli Briantei Internazionale

2009
- 3 etapas del Tour de Japón
- 1 etapa del Tour de Thüringe
- Tour de Eslovaquia

2010
- Campeonato de Flandes
- 1 etapa del Tour de Omán

2011
- 1 etapa del ZLM Toer

2012
- 1 etapa de la Vuelta a Gran Bretaña

2013
- 2 trofeos de la Challenge Ciclista a Mallorca (Trofeo Campos-Santañí-Las Salinas y Trofeo Playa de Muro)
- Gran Premio Stad Sint-Niklaas

2016
- Clásica de Almería
- 1 etapa del Tour de los Fiordos

## Palmarés en pista

### Campeonatos del mundo
2009
- Campeón mundial en Omnium
- Plata en Madison
- Plata en Persecución por Equipos

2010
- Campeón mundial en Persecución por Equipos (con Cameron Meyer, Jack Bobridge y Michael Hepburn)
- Campeón mundial en Madison (con Cameron Meyer)
- Plata en Omnium

### Copa del mundo
2008-2009
- Oro Persecución por Equipos de Pekín (con Glenn O'Shea, Rohan Dennis y Mark Jamieson)
- Oro en Madisón en Pekín (con Glenn O'Shea)
- Plata en Scratch en Melbourne

2009-2010
- Oro en Persecución por Equipos de Pekín (con Luke Durbridge, Michael Hepburn y Cameron Meyer)

### Campeonatos de Australia
2008
- Oro en Persecución por Equipos
- Oro en Scratch
- Oro en Madison

2011
- Oro en Madison

2012
- Oro en Madison

2019
- Oro en Persecución por Equipos
- Oro en Madison

## Resultados en Grandes Vueltas
| Carrera | Carrera         | 2009 | 2010 | 2011  | 2012 | 2013  | 2014 | 2015 | 2016  | 2017 | 2018 | 2019 |
| ------- | --------------- | ---- | ---- | ----- | ---- | ----- | ---- | ---- | ----- | ---- | ---- | ---- |
|         | Giro de Italia  | —    | —    | —     | —    | Ab.   | —    | —    | Ab.   | —    | —    | —    |
|         | Tour de Francia | —    | —    | —     | —    | —     | —    | —    | 172.º | —    | —    | —    |
|         | Vuelta a España | —    | —    | 152.º | —    | 142.º | —    | —    | —     | —    | —    | —    |

—: no participa

Ab.: abandono

## Equipos
- Team Jayco-AIS (2009)
- HTC (2010-2011)
  - Team HTC-Columbia (2010)
  - HTC-Highroad (2011)
- Orica-GreenEDGE (2012-2015)
- IAM Cycling (2016)
- Aqua Blue Sport (2017)
- Australian Cycling Academy (2018-2019)
  - Australian Cycling Academy - Ride Sunshine Coast (2018)
  - Australian Cycling Academy - Pro Racing Sunshine C (2019)